# Cavaire
Cavaire fou un trobador o, potser, un joglar del segle xiii que escrigué la seva obra en occità. D'origen incert, s'ha proposat Orlhac com a lloc de naixement, tot i que també hi ha evidències d'un possible origen italià. Se'l coneix per haver escrit un partiment amb Bonafós.
Entre 1225 i 1250, s'ha pogut confirmar que participà en un intercanvi de cobles amb un tal Falconet o Folco, a la cort de d'Azzo VII d'Este, qui l'anomena joglar.
El nom Cavaire vol dir excavador.

## Obres
- (111.1 = 99.1)[3] Bonafos, yeu vos envit
- (111.2 = 151.1) Cavaire, pois bos joglars est

### Extracte
Partiment amb Bonafós
Bonafos, yeu vos envit
e fatz vos un partimen
qu'aiatz domn'ab cors complit,
bell'e bon' et avinen,
o a tot vostre talen
detz borzes d'arsselhs qu'estan
a Orlac al vostre dan.
Ara parra, N Bonafos.
s'etz plus mals que amoros.
[...]
Intercanvi de cobles amb Falconet
Cavaliers, cui joglars vest,
de cavalaria s.devest,
c'us joglaretz del marques d'Est,
Falco, vos a vesti ab si,
per que m demandatz que m feri,
que noca us deman qui us vesti?